# كريس مايرز (لاعب كرة قدم أمريكية)
كريس مايرز (بالإنجليزية: Chris Myers)‏ هو لاعب كرة قدم أمريكية أمريكي، ولد في 15 سبتمبر 1981 في ميامي في الولايات المتحدة.

## وصلات خارجية
- كريس مايرز على موقع مرجع كرة القدم المحترفة.كوم (الإنجليزية)